# Mycalesis opaculus
Mycalesis opaculus är en fjärilsart som beskrevs av Hans Fruhstorfer 1908. Mycalesis opaculus ingår i släktet Mycalesis och familjen praktfjärilar. Inga underarter finns listade i Catalogue of Life.